# Арандіс
Арандіс — місто в однойменному виборчому окрузі Арандіс регіону Еронго в Намібії. В якому проживає 5170 жителів на площі 33,4 квадратних кілометрів. Арандіс лежить на рівнині між Россінгберге на південному заході та Кланберге на сході, близько 60 кілометрів на північний схід від Свакопмунда.
У місті хороше транспортне сполучення зі Свакопмундом і Віндгуком через національну дорогу B2. Окрім аеропорту Арандіс, у місті також є поліцейська дільниця, церква, лікарня, Намібійський інститут гірничої справи та технології (штаб-квартира), різноманітні малі підприємства, заправна станція та кілька магазинів. Арандіс розташований на залізниці Кранцберг–Волфіш-Бей.

## Клімат
Згідно з кліматичною класифікацією Кеппена та Гейгера, клімат в Арандісі відноситься до типу BWh, тобто клімат пустелі з майже відсутніми опадами протягом усього року. Середньорічна температура 19,0 °C. Опадів за рік випадає 44 мм. Місяці з найменшою кількістю опадів (0 мм) - червень, липень і вересень, місяць з найбільшою кількістю опадів - березень (15 мм). У найбільш вологий місяць березень випадає в середньому 15 опадів мм більше опадів, ніж у найсухіші місяці червень, липень і вересень. Середня річна температура березня становить 21,8 °C є найтеплішим, тоді як липень і серпень мають середню температуру 16,0 °C – найхолодніші місяці. Це робить найтепліший місяць у середньому 5,8 °C тепліше, ніж у найхолодніші місяці.

## Історія

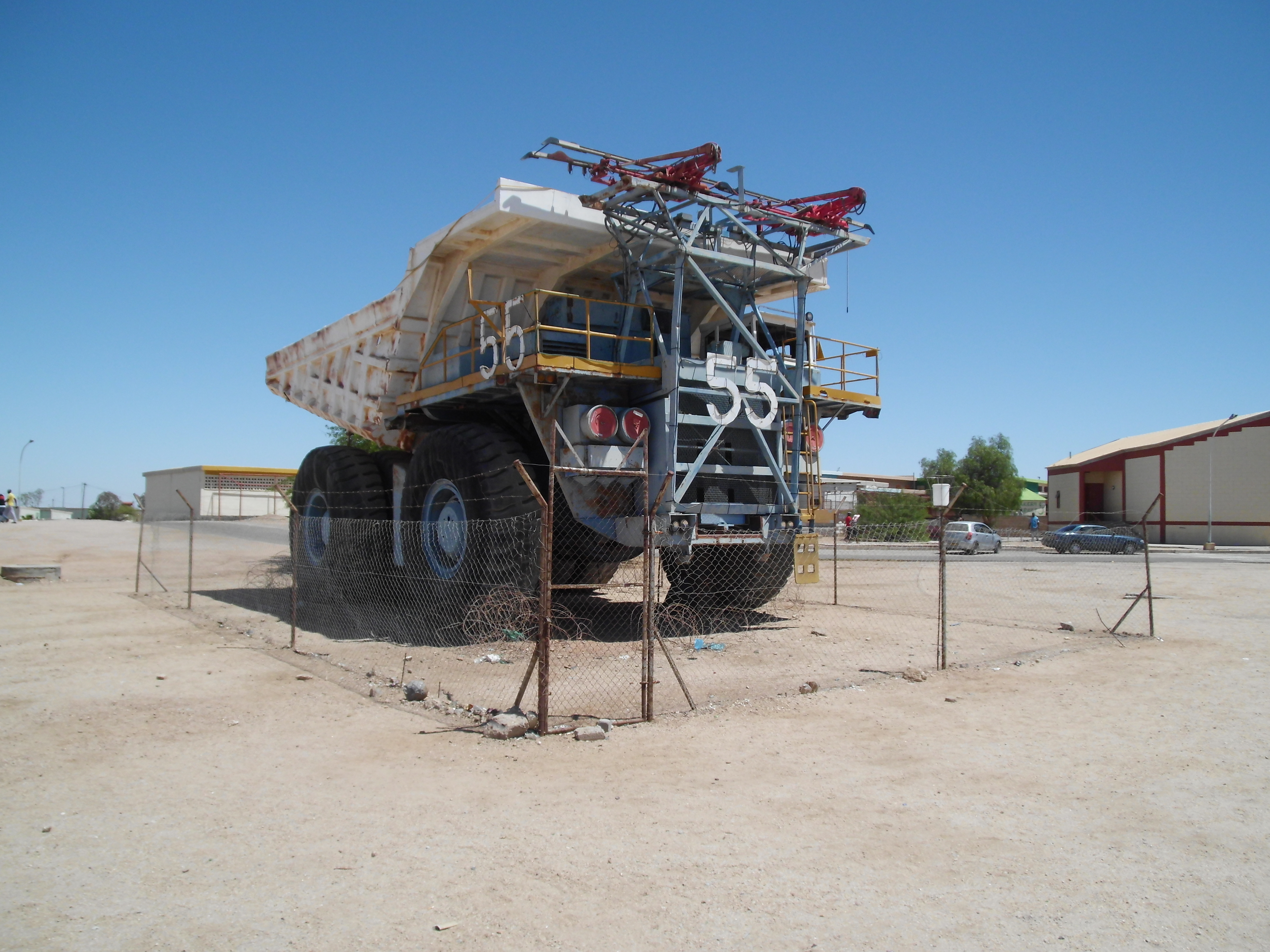
Пам'ятник урановому самоскиду в центрі Арандіса

Місто було засноване компанією Rössing Uranium Limited у 1972 році для своїх співробітників лише за 15 років км від шахти Рессінг і є чистим шахтарським містом. У 1992 році компанія Rössing Group передала Arandis державі Намібія як «подарунок» з нагоди здобуття країною незалежності двома роками раніше.
Арандіс має статус міста з 1994/1995.

## Бізнес
Працююче населення міста переважно зайняте в Рессінгу. Донині місто економічно повністю залежить від компанії Rössing Group, яка є джерелом існування майже кожного домогосподарства в місті. Ще кілька років тому в Арандісі не було магазинів чи заправних станцій, тому Свакопмунд, розташований на узбережжі, отримував опосередковану та постійну вигоду від Арандіса, оскільки кількість жителів міста становить 90 % свого дискреційного доходу витрачали у Свакопмунді.
Коли світові ринкові ціни на оксид урану різко впали незабаром після початку нового тисячоліття, у 2007 році спочатку було оголошено про закриття шахти. Оскільки ціна на оксид урану знову непропорційно зросла в наступні роки, заплановане закриття було скасовано. Натомість компанія навіть інвестувала ще 112 мільйонів доларів США, щоб мати можливість видобувати оксид урану на Арандісі принаймні до 2021 року.